# MBN 뉴스와이드
《MBN 뉴스와이드》(영어: MBN NEWSWIDE)는 MBN에서 평일 오후 4시에 방송 중인 뉴스 프로그램이다.

## 기획 의도
깊이 있는 뉴스와 함께 차별화된 시사기획과 심층취재로 생생한 정치권 소식과 함께 심층분석을 제공함은 물론 정치 경제 사회 등 각 분야에 이슈가 되는 출연한 인물 및 전문패널들을 섭외해 날카로운 질문과 해석으로 현안을 진단한다. 깊이를 더한 와이드형 뉴스는 하루 동안 가장 이슈가 된 사안을 집중 분석해 일목요연하게 리포트하고, 민감한 정치 사안에 대해 뚜렷한 입장 차이를 보이는 전문가와 깊이 있는 대화를 나누는 대담 형식으로 꾸민다. 즉, 시청자들이 이슈의 의미와 전망에 대해 성찰하는 데 도움을 주며 발생한 사안에 대해 시청자들의 궁금증을 발 빠르게 해소해 주는 것이다.

## 방송 시간
- 현재 방송 시간은 2025년 4월 1일을 기준으로 한다.

※ 본 방송 시간은 2015년 4월 13일 방송시간 변경 이후 기준이며, 공휴일이나 특집 프로그램이 편성되면 결방될 수 있다.
| 방송 채널 | 방송 기간                           | 방송 시간                               | 방송 분량  | 비고 |
| --------- | ----------------------------------- | --------------------------------------- | ---------- | ---- |
| MBN       | 2011년 12월 3일 ~ 2015년 4월 10일   | 매주 평일 저녁 5시 30분 ~ 6시 40분      | 1시간 10분 |      |
| MBN       | 2015년 4월 13일 ~ 2015년 일자 미상  | 매주 평일 저녁 5시 30분 ~ 7시 40분      | 2시간 10분 |      |
| MBN       | 2015년 일자 미상 ~ 2016년 일자 미상 | 매주 평일 저녁 6시 10분 ~ 7시 40분      | 1시간 30분 |      |
| MBN       | 2016년 일자 미상 ~ 2017년 6월       | 매주 평일 저녁 6시 ~ 7시 30분           | 1시간 30분 |      |
| MBN       | 2017년 7월 ~ 2020년 3월 6일         | 매주 평일 저녁 6시 10분 ~ 7시 30분      | 1시간 20분 |      |
| MBN       | 2020년 3월 9일 ~ 2020년 9월 4일     | 매주 평일 저녁 5시 50분 ~ 7시 20분      | 1시간 30분 |      |
| MBN       | 2020년 9월 7일 ~ 2020년 12월 4일    | 매주 평일 오후 4시 30분 ~ 저녁 5시 55분 | 1시간 25분 |      |
| MBN       | 2020년 12월 7일 ~ 2022년 6월 3일    | 매주 평일 저녁 6시 10분 ~ 7시 20분      | 1시간 10분 |      |
| MBN       | 2022년 6월 7일 ~ 2023년 2월 21일    | 매주 평일 저녁 5시 50분 ~ 7시           | 1시간 10분 |      |
| MBN       | 2023년 10월 10일 ~ 2025년 3월 31일  | 매주 평일 저녁 5시 20분 ~ 7시           | 1시간 20분 |      |
| MBN       | 2025년 4월 1일 ~ 현재               | 매주 평일 오후 4시 ~ 저녁 5시 50분      | 1시간 50분 |      |

## 진행자

### 평일
- 송지헌 (2013년 6월 ~ 2018년 12월 13일) - 건강 악화로 하차
- 김만흠
- 정광재 (2018년 12월 14일 ~ 12월 15일)
- 백운기 (2018년 12월 18일 ~ 2022년 6월 3일)
- 김형오 (시기미정 / 2022년 6월 7일 ~ 2023년 2월 22일)
- 이상훈 (시기미정 / 2023년 10월 10일 ~ 2025년 3월 31일)
- 한성원 (2025년 4월 1일 ~ 현재)

### 토요일
- 김형오 (2022년 1월 1일 ~ 2022년 5월 28일)

### 일요일
- 한성원 (2022년 1월 2일 ~ 2022년 5월 29일)

## 구성
- 오프닝
- 전문패널 4명 소개
- 오늘의 이슈
- 클로징

## 특이 사항
2016년 3월부터 방송이 끝난 후 프로그램 광고를 하지 않고 곧이어 방송하고 있다. 그리고 패널진 중에 썰렁하거나 얼렁뚱땅 같은 발언을 하면 까마귀 울음소리 효과음이 나온다.

## 같이 보기
- 이야기 더 (채널A)
- YTN 뉴스ON (YTN)
- 뉴스1번지, 뉴스워치 (연합뉴스TV)